# Bahnhof Sop’yŏngyang
Bahnhof Sop’yŏngyang (서평양역) oder auch Bahnhof Pjöngjang West ist ein Bahnhof an der Sochon-Straße in Pjöngjang (Sŏsŏng-guyŏk), der nordkoreanischen Hauptstadt. Seine Eröffnung fand 1961 statt. In unmittelbarer Nachbarschaft befinden sich der Rangierbahnhof, die Kim Chŏng-tae Elektrolokomotivwerke sowie Stellwerke, Depots und Bildungseinrichtungen der Bahn. Die P’yŏngŭi-Linie und P’yŏngna-Linie der Koreanischen Staatsbahn halten hier. Die jeweils nächsten Bahnhöfe sind der Hauptbahnhof Pjöngjang, Bahnhof Pot’onggang und der Bahnhof Sŏp’o.